# Eporectis grisea
Eporectis grisea är en fjärilsart som beskrevs av Turner. Eporectis grisea ingår i släktet Eporectis och familjen nattflyn. Inga underarter finns listade i Catalogue of Life.